# 贝尔岛海峡

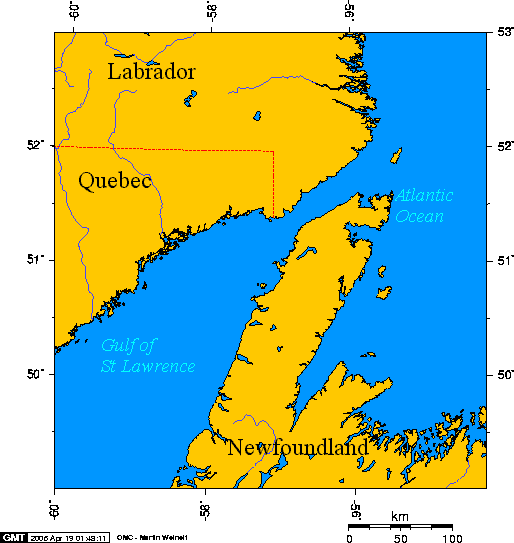
贝尔岛海峡

贝尔岛海峡（英語：Strait of Belle Isle），加拿大东北部海峡，位于纽芬兰岛和拉布拉多半岛之间，北接拉布拉多海，南接圣劳伦斯湾，长145公里，宽约20公里左右。